# Let It Be (歌曲)
（译名《顺其自然》）是披头士乐队的一首歌曲，以单曲形式发行于1970年3月，并作为标题歌收录进专辑。该曲由保罗·麦卡特尼创作并主唱，但署名依旧为列侬-麦卡特尼。这也是麦卡特尼宣布退出乐队前披头士发行的最后一首单曲。它在《滚石》杂志的“史上最伟大的500首歌曲”榜单中排名第20位，也在其“最伟大的100首披头士歌曲”榜单中排名第8位。音乐网站称这首歌为“披头士最流行、最好的谣曲”之一。

## 作曲与录音

### 起源
保罗说，他在 1968 年，也就是“白色专辑”的会议期间曾梦到过他的母亲，从而有了“Let It Be”的想法。玛丽·帕特里夏·麦卡特尼（Mary Patricia McCartney）因为癌症与1956年去世，那时候保罗十四岁。在 1969 年 1 月与乐队一起排练这首歌时，保罗偶尔会唱“马尔科姆兄弟”来代替“母亲玛丽”的歌词，这是对披头士乐队助手马尔·埃文斯的提及。麦卡特尼后来说：“再次见到她真的太好了，能够梦到她我真的很幸运。所以我写了'Let It Be'。” 在后来的一次采访中，他谈到了他母亲告诉他的那个梦，“一切都会好起来的，顺其自然吧。” 当被问及歌曲中的“圣母玛利亚”是否指耶稣的母亲时，麦卡特尼通常回答说听众可以随心所欲地解释这首歌。

### Glyn Johns版
Glyn Johns于1969年5月28日在完成Get Back专辑时混了这首歌, 这个版本并没有正式发行。他在 1970 年 1 月 5 日使用了相同的混音，试图制作一个可被乐队接受的单曲版本，但被乐队全部拒绝。这个版本的混音是Glyn Johns个人痕迹最明显的一首，他采用了他自己独特的双麦克风的鼓录音技术。同样，这个版本的单曲也从未正式发行过。2021年，Glyn Johns的混音版本被收录到Let It Be的2021超级豪华版中。

## 脚注

### 出处
1. 1 2  Unterberger 2009.
2. ↑  RIAA 2009.
3. ↑  . 100 Greatest Beatles Songs. Rolling Stone.   [21 May 2013]. （原始内容存档于2018-02-09）.